# Svenska hembryggareföreningen
Svenska hembryggareföreningen (SHBF) är en ideell förening bildad 1990. Föreningens syfte är att dela med sig av kunskap om hur öl bryggs på traditionellt vis i hemmet och förena hembryggare från hela landet i en nationell organisation.
Första SM i hembryggd öl hölls 1989. År 2017  bestod föreningen av cirka 2 700 aktiva medlemmar. Fyra gånger om året kommer informationstidningen Hembryggaren ut som ges ut helt i SHBF:s regi.[källa behövs]
SHBF förfogade 2024 över cirka 80 öldomare, vilka utbildats genom SHBF:s egna domarkommitté.
Varje vår avgörs SM i hembryggd öl i SHBF:s regi. Evenemanget brukar hållas en lördag i april eller maj. Sm är uppdelat dels i en domartävling och dels i en publikbedömd del, kallad Folkets val.[källa behövs]